# بخش مورنو
بخش مورنو (به اسپانیایی: Departamento Moreno) یک منطقهٔ مسکونی در آرژانتین است که در استان سانتیاگو دل استرو واقع شده‌است. بخش مورنو ۱۶٬۱۲۷ کیلومتر مربع مساحت و ۲۸٬۰۵۳ نفر جمعیت دارد.